# موسی خلیل‌اللهی
موسی خلیل‌اللهی،هم اکنون با سمت رئیس کل دادگستری استان آذربایجان شرقی، فعالیت می کنند،ایشان قبل از ریاست کلی بر دادگستری کل استان آذربایجان شرقی، به عنوان دادستان عمومی و انقلاب شهرتبریز مشغول بودند. پیش از انتصاب موسی خلیل‌اللهی به دادستانی عمومی و انقلاب تبریز در فروردین ۱۳۸۹، وی سمت‌هایی همچون معاونت دادستان عمومی و انقلاب تبریز و ریاست دادگاه مطبوعات تبریز را نیز برعهده داشته است.

## پرونده سکینه محمدی آشتیانی و تشکیل پرونده برای روزه خواران
پرونده سکینه محمدی آشتیانی، تا کنون جنجالی‌ترین پرونده قضایی دوران دادستانی موسی خلیل‌اللهی بوده است. به دنبال واکنشهای جهانی به پرونده سکینه محمدی آشتیانی، موسی خلیل‌اللهی، مورد توجه رسانه‌های بین‌المللی قرار گرفت. از دیگر حوادث مرتبط با پرونده سکینه محمدی آشتیانی، دستگیری دو خبرنگار آلمانی نشریه «بیلد ام زونتاگ» حین مصاحبه با پسر سکینه محمدی آشتیانی، در تبریز و در دفتر وکالت وکیل خانم سکینه محمدی آشتیانی دکتر هوتن کیان بود. این اتفاق وزیر خارجه وقت آلمان، «گیدو وستروله» را بر آن داشت که معاون خود، «ولف روتهارت بورن» را به منظور رایزنی برای آزادی دو خبرنگار زندانی آلمانی را راهی ایران کند.
تیر ماه ۱۳۹۳، موسی خلیل‌اللهی در گفتگو با خبرگزاری مهر با اعلام تشکیل ۴۹ پرونده روزه خواری در ۵ روز اول ماه رمضان اظهار داشت: «با هنجارشکنان و کسانی که به شریعت و قوانین جمهوری اسلامی در خصوص روزه دهن کجی کنند، برخورد قاطعی می‌شود.» وی همچنین تأکید کرد که پرونده‌های روزه خواران بدون نوبت رسیدگی می‌شوند و افزود:«نتایج پرونده‌های تظاهر به روزه خواری حداکثر تا دو روز صادر می‌شود.»

## تحریم اتحادیه اروپا
اتحادیه اروپا طی تصمیم مورخ مورخ ۱۸ مهر ۱۳۹۰ (۱۰ اکتبر ۲۰۱۱)، ۲۹ مقام ایرانی از جمله موسی خلیل‌اللهی را به دلیل نقشی که در نقض گسترده و شدید حقوق شهروندان ایرانی داشته‌اند، از ورود به کشورهای این اتحادیه محروم کرد. کلیه دارایی‌های این مقامات نیز در اروپا توقیف خواهد شد.

## موارد نقض حقوق بشر
بر اساس بیانیه اتحادیه اروپا، موسی خلیل‌اللهی دادستان عمومی و انقلاب تبریز، به دلیل نقش فعال در پرونده سکینه محمدی آشتیانی و مخالفت با آزادی او و همچنین سازماندهی برای نقض شدید حقوق بشر در روند دادرسی قضایی مورد تحریم قرار گرفته است.